# نیکولاس منتاکاکا (بازیکن فوتبال، زاده ۱۹۳۹)
نیکولاس منتاکاکا (انگلیسی: Nicolás Mentxaka; ۱۱ ژانویهٔ ۱۹۳۹ – ۱۰ مارس ۲۰۱۴) بازیکن فوتبال اهل اسپانیا بود.
از باشگاه‌هایی که در آن بازی کرده‌است می‌توان به باشگاه فوتبال اتلتیک بیلبائو اشاره کرد.